# Мамаев, Хабихожа Рамзанович
Хабихо́жа Рамза́нович Мама́ев (чечен. Мамми-некъе Рамзан ВоӀ Хабихожа; род. 1901 год, Старые Атаги, Терская область, Российская империя — 1937 год, РСФСР, СССР) — чеченский политический и государственный деятель первой половины XX века, один из лидеров Чеченской автономной области в 1930—1932 годах.

## Биография
Родился в 1901 году в селении Старые Атаги Терской области. Правнук сподвижника имама Шамиля Момы, участвовавшего в отражении Штурма Ахульго в 1839 году. В 1921 году окончил Коммунистический университет трудящихся Востока, спустя три года окончил Институт красной профессуры.
Первый секретарь окружкома Курчалоевского, Шалинского и Урус-Мартановского районов Чеченской автономной области в 1926—1930 годах.
В 1930—1932 годах занимал должность председатель Исполнительного комитета областного совета Чеченской автономной области.
В 1937 году был арестован по доносу сотрудниками НКВД и приговорен к высшей мере наказания. Место и дата приведения приговора к исполнению неизвестны.